# Jasiel Rivero
Jasiel Rivero Fernández (L'Avana, 31 ottobre 1993) è un cestista cubano.

## Carriera
Con Cuba ha disputato i Campionati americani del 2015.

## Statistiche

### Eurolega
| Anno      | Squadra          | PG | PT | MP   | TC%  | 3P%  | TL%  | RP  | AP  | PRP | SP  | PP  |
| --------- | ---------------- | -- | -- | ---- | ---- | ---- | ---- | --- | --- | --- | --- | --- |
| 2022-2023 | Valencia         | 24 | 3  | 18,9 | 54,7 | 21,4 | 71,1 | 3,5 | 0,5 | 0,8 | 0,2 | 9,4 |
| 2023-2024 | Maccabi Tel Aviv | 40 | 1  | 15,6 | 56,5 | 57,1 | 64,6 | 3,1 | 0,9 | 0,6 | 0,3 | 7,6 |
| Carriera  | Carriera         | 64 | 4  | 16,8 | 55,7 | 33,3 | 67,6 | 3,2 | 0,8 | 0,7 | 0,3 | 8,3 |

## Palmarès

### Squadra
- Campionato israeliano: 1

Maccabi Tel Aviv: 2023-2024
- Coppa di Israele: 1

Maccabi Tel Aviv: 2025
- Basketball Champions League: 2

San Pablo Burgos: 2019-2020, 2020-2021
- Coppa Intercontinentale: 1

San Pablo Burgos: 2021
- Coppa di Lega israeliana: 1

Maccabi Tel Aviv: 2024

### Individuale
- Basketball Champions League Second Best Team: 1

San Pablo Burgos: 2020-21